# Liste der Monuments historiques in Poulangy
Die Liste der Monuments historiques in Poulangy führt die Monuments historiques in der französischen Gemeinde Poulangy auf.

## Liste der Immobilien
| Bezeichnung                      | Beschreibung                                      | Standort                  | Kennzeichnung | Schutzstatus | Datum | Bild           |
| -------------------------------- | ------------------------------------------------- | ------------------------- | ------------- | ------------ | ----- | -------------- |
| Brücke über die Traire           | dreibogige Steinbrücke, Ende des 18. Jahrhunderts | Route de Nogent (Lage)    | PA52000011    | Inscrit      | 1996  |                |
| Kirche Notre-Dame-en-sa-Nativité | aus dem 16. Jahrhundert                           | Place de la Mairie (Lage) | PA00079190    | Classé       | 1913  | weitere Bilder |

## Liste der Objekte
| Bezeichnung                | Beschreibung                                             | Standort                                       | Kennzeichnung | Schutzstatus | Datum | Bild |
| -------------------------- | -------------------------------------------------------- | ---------------------------------------------- | ------------- | ------------ | ----- | ---- |
| Weihwasserbecken           | Kalkstein, um 1600                                       | in der Kirche Notre-Dame-en-sa-Nativité (Lage) | PM52001821    | Inscrit      | 2000  |      |
| Skulptur Heiliger Benedikt | Kalkstein, farbig gefasst und vergoldet, 16. Jahrhundert | in der Kirche Notre-Dame-en-sa-Nativité (Lage) | PM52001820    | Inscrit      | 1992  |      |
| Skulptur Gnadenstuhl       | Stein, farbig gefasst, 15. Jahrhundert                   | in der Kirche Notre-Dame-en-sa-Nativité (Lage) | PM52001443    | Classé       | 2000  |      |
| Skulptur Petrus            | Kalkstein, farbig gefasst und vergoldet, 16. Jahrhundert | in der Kirche Notre-Dame-en-sa-Nativité (Lage) | PM52001819    | Inscrit      | 1992  |      |